# 自動車技術ハンドブック (市川源策)
自動車技術ハンドブック（じどうしゃぎじゅつハンドブック）とは、1956年に市川源策によって記された自動車技術の図解本。正式書名は『自動車技術ハンドブック―最新図解』
白洋社から出版された。2006年現在、入手は古書のみ。
全く別の企画として、1990年から1991年にかけて、自動車技術会より同名の書『自動車技術ハンドブック』が発刊されている。この改訂版が2004年から2006年にかけて発刊されている。

## 関連情報
- 自動車技術会